# 国防最高委员会
国防最高委员会，是中国抗日战争时期设立的中国国民党“中央党政军统一指挥之机构”，是抗战时期的最高国防机关，战时国家权力的高度集中统一。其最早可追溯至民國22年中國國民黨中央政治會議所设立的国防委员会。

## 历史
1933年2月10日中國國民黨中央政治會議第30次臨時會議通过「于右任等提請在中央政治會議下設立國防委員會附具條例請核議」，以國民政府軍事委員會委員長為國防委員會主席，推定中國國民黨中央執行委員會秘書長葉楚傖為國防委員會秘書長。國防委員會委員包括中央執行委員會、中央監察委員會、中央政治會議三會的常務委員，外交委員會委員長，五院院長，行政院部會首長，軍事委員會委員長，軍事參議院院長，共46人。
1935年12月7日中國國民黨中央政治會議改組為中國國民黨中央政治委員會，成立國防專門委員會，國防委員會隨之裁撤。
1936年7月14日中国国民党五屆二中全會通過設立國防會議，每年開會一次，遇必要時得召集臨時會議。
1937年3月3日中國國民黨中央政治委員會第37次會議決議通過重設國防委員會的決議。國防委員會新設正副主席各一人，以中央政治委員會主席汪兆銘、副主席蔣中正兼任之。
1937年8月11日中國國民黨中央政治委員會第51次会议通過設立國防最高會議，原先的國防會議和國防委員會均請中國國民黨中央執行委員會撤銷。
1939年1月28日，中國國民黨五屆五中全會决定，国防最高会议改组为国防最高委员会，代行中國國民黨中央政治會議职权，推举蔣中正为委员长。2月1日正式公布国防最高委员会设置。2月7日国防最高委员会正式成立并开始运作。1947年4月24日，由于中國國民黨中央政治會議恢复，国防最高委员会停止工作。

## 历代领袖

### 國防委員會主席
1. 蔣中正：1933年2月10日－1935年12月7日

### 國防會議主席
1. 蔣中正：1936年7月14日－1937年8月11日

### 國防委員會主席
1. 汪兆銘：1937年3月3日－1937年8月11日

### 國防最高會議主席
1. 蔣中正：1937年8月11日－1939年1月28日

### 国防最高委员会委员长
1. 蔣中正：1939年1月28日－1947年4月24日

## 组成人员
1939年2月4日《国防最高委员会组织大纲》施行，规定“国防最高委员会设委员长一人，由本党总裁任之”。国防最高委员会不设副委员长。
國防最高委員會設置委員，委員長從委員中指定11人為常務委員，常務委員會每週開會一次，全體委員會議由委員長定期召集。同時，為了有效執行決議案，委員會亦設置執行委員：
- 委員：
  - 中國國民黨中央執行委員會常務委員
  - 中國國民黨中央監察委員會常務委員
  - 國民政府五院院長、副院長
  - 國民政府軍事委員會委員
  - 由委員長提出經中央執行委員會常務委員會議決者

- 執行委員：
  - 中國國民黨中央執行委員會秘書長
  - 中國國民黨中央執行委員會各部部長
  - 中國國民黨中央執行委員會訓練委員會主任委員
  - 中國國民黨中央政治委員會秘書長
  - 國民政府文官長
  - 行政院秘書長
  - 行政院各部會首長
  - 國民政府軍事委員會參謀總長、副參謀總長
  - 國民政府軍事委員會各部部長
  - 國民政府軍事委員會軍事參議院院長
  - 國民政府軍事委員會軍法執行總監辦公室主任
  - 國民政府軍事委員會航空委員會主任
  - 國民政府軍事委員會海軍總司令
  - 國民政府軍事委員會總動員委員會主任委員、副主任委員
  - 國民政府軍事委員會戰地黨政委員會主任委員、副主任委員

## 机构设置
1939年2月4日，蒋介石约见国防最高委员会秘书长張羣及军事委员会办公厅主任賀耀組，指示：国防最高委员会“秘书厅与军委会办公厅之工作任务，切实研究分工合作之办法，并须合厅办公，不致有重复之弊。”1939年2月6日，国防最高委员会秘书长張羣向蒋介石呈《国防最高委员会秘书厅组织规程》，秘书厅设置“三处两室一委员会一办公室”，编制167人：
- 第一处：主管国防最高委员会文电、档案及机关庶务。处长胡家凤。
- 第二处：主管对各党政军机关要职人事调查考核、工作业绩考核等。处长吴国桢。
- 第三处：主管交国防最高委员会常务会议审查的决议草案的核定，掌理会议议程、对接各专门委员会等工作。处长狄膺。
- 设计委员会：主管战后复员设计、规划设立各专门委员会。主任張羣兼
- 机要室：主任卢铸。
- 参事室：单独办公。不设主任。参事有：邓汉祥、邱椿、王化成、浦薛鳳、吴景超、郑振文（青年党）等

1939年3月31日成立国民精神总动员会，隶属于国防最高委员会（合署办公），主持国民精神总动员实施。
1939年9月5日，中国国民党中央执行委员会常务委员会第156次会议通过《中央设计局组织大纲》。中央设计局直属国防最高委员会。中央设计局局长蒋介石兼。
1940年9月，中国国民党五届七中全会决定对国防最高委员会内设机构大改组。中央设计局、党政工作考核委员会划归国防最高委员会。